# Анатолийская кошка
Анатоли́йская ко́шка — порода кошек, признанная Всемирной федерацией кошек (WCF).

## Происхождение
Как и ванские кошки, анатолийская кошка считается аборигенной, естественной породой, сформировавшейся на Армянском нагорье в условиях территории вокруг озера Ван, (территория была в составе Ванского царства/Урарту, Великой Армении, потом в составе Восточной Римской Империи, а после XV века в составе Османской империи и Турции). Принимая во внимание, недавние исследования, осуществлённые группами генетиков из США, вторично одичавшие кошки из популяции, живущей в Восточной Анатолии современной Турции, являются потомками древнейших одомашненных кошек, то есть одомашнивание кошки, произошло в этом регионе, а не в Египте, как считалось ранее.
Вольно живущие популяции этих кошек распространены также и в низинных, более теплых районах всего региона, на территории от Ирана до Кавказа и Ирака, включая Армению, Азербайджан и юг России. Даже являясь вторично одичавшими и подвергнувшимися дедоместикации, кошки в этих популяциях представляют собой большую ценность именно своей близостью к генотипу так называемого «дикого типа» домашней кошки. Чем более культурной и одомашненной является порода, тем больше вероятность появления генетических расстройств и наследуемых заболеваний. Не случайно анатолийские кошки отличаются живостью темперамента, достаточно высоким для животных интеллектом и хорошим здоровьем.

## Стандарт WCF

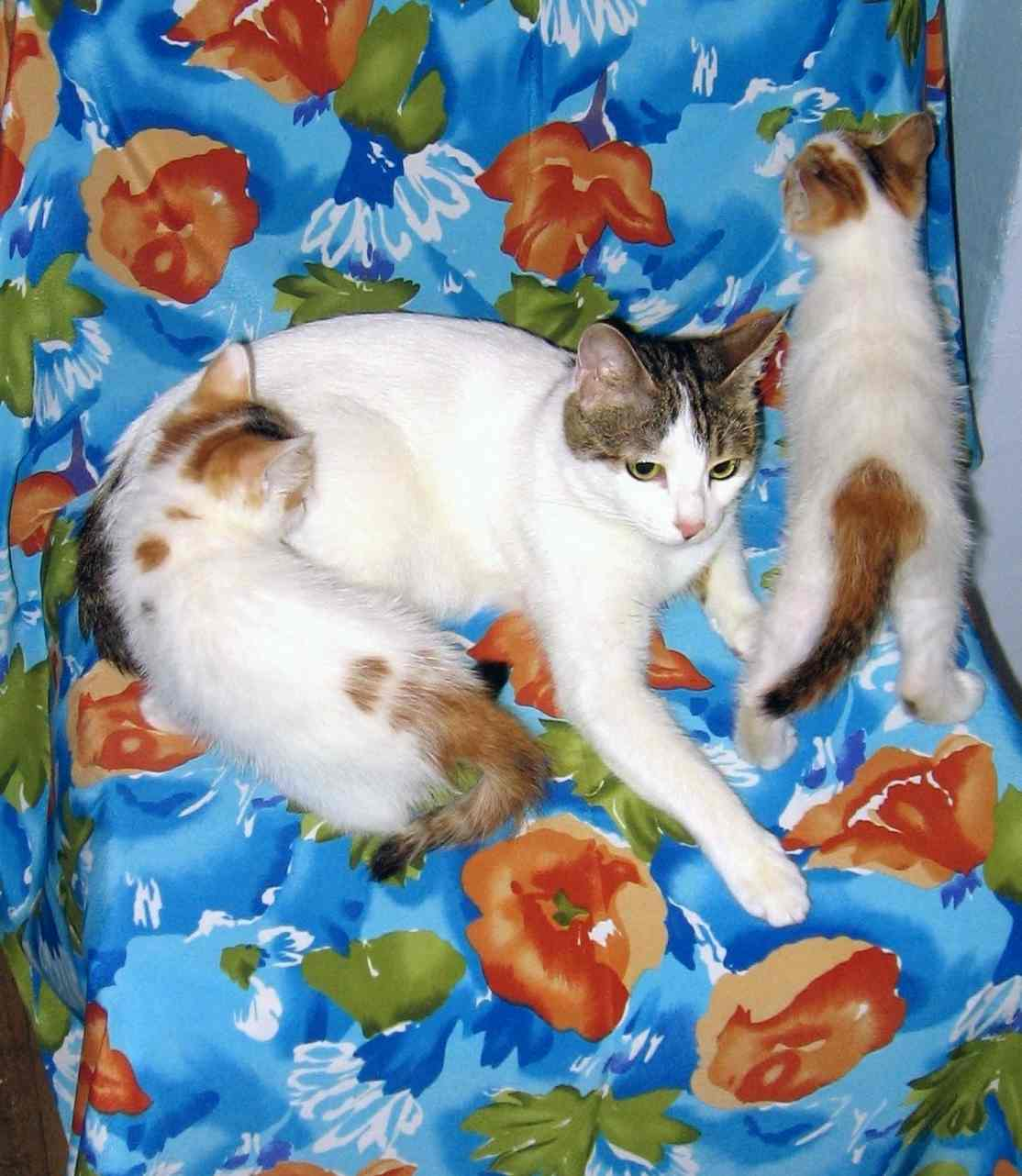
Анатолийская кошка Астхик с котятами

Согласно стандарту, принятому WCF, это короткошёрстная вариэтта турецкого вана.
- Тело: размер кошки от среднего до крупного, со значительно развитой мускулатурой и костной структурой средней крепости. Шея и грудь массивные и сильные. Конечности средней длины, лапы круглые. Хвост средней длины, хорошо опушён.
- Голова: голова средней длины в форме усечённого треугольника. Профиль почти прямой. Подбородок сильный.
- Уши: уши большие, широкие у основания, со слегка округлыми кончиками. На голове поставлены прямо, довольно высоко и вертикально.
- Глаза: глаза большие, овальные, поставлены немного косо. Цвет глаз однотонный и гармонирующий с окрасом шерсти.
- Шерсть: короткая, без заметного подшёрстка, тонкой текстуры, но «похрустывающая» на ощупь.
- Варианты окрасов: шоколадный, коричный и соответствующие осветлённые («разбавленные») окрасы (лиловый и фавн) не признаются ни в каких сочетаниях (биколор, триколор, тэбби). Не допускаются и колорпойнтовые (сиамские) окрасы, обусловленные наличием гена cs или «сиамского фактора». Любые другие окрасы признаются, и их описания приводятся в «Списке основных окрасов».

### Признанные окрасы
| Окрас                                                                                    | Коды EMS                          |
| Белый                                                                                    | ANA w 61/62/63/64                 |
| Чёрный/голубой/красный/кремовый                                                          | ANA n/a/d/e                       |
| Чёрный/голубой черепаховый                                                               | ANA f/g                           |
| Чёрный/голубой/красный/кремовый/чёрный черепаховый/голубой черепаховый дымчатый          | ANA n/a/d/e/f/g s                 |
| Чёрный/голубой/красный/чёрный черепаховый/голубой черепаховый тэбби                      | ANA n/a/d/e/f/g 22/23/24          |
| Чёрный/голубой/красный/кремовый/чёрный черепаховый/голубой черепаховый серебристый тэбби | ANA n/a/d/e/f/g s 22/23/24        |
| Ван/арлекин/биколор                                                                      | ANA n/a/d/e/f/g 01/02 61/62/63/64 |
| ???????                                                                                  | ANA n/a/d/e/f/g                   |

## Сходство с другими породами

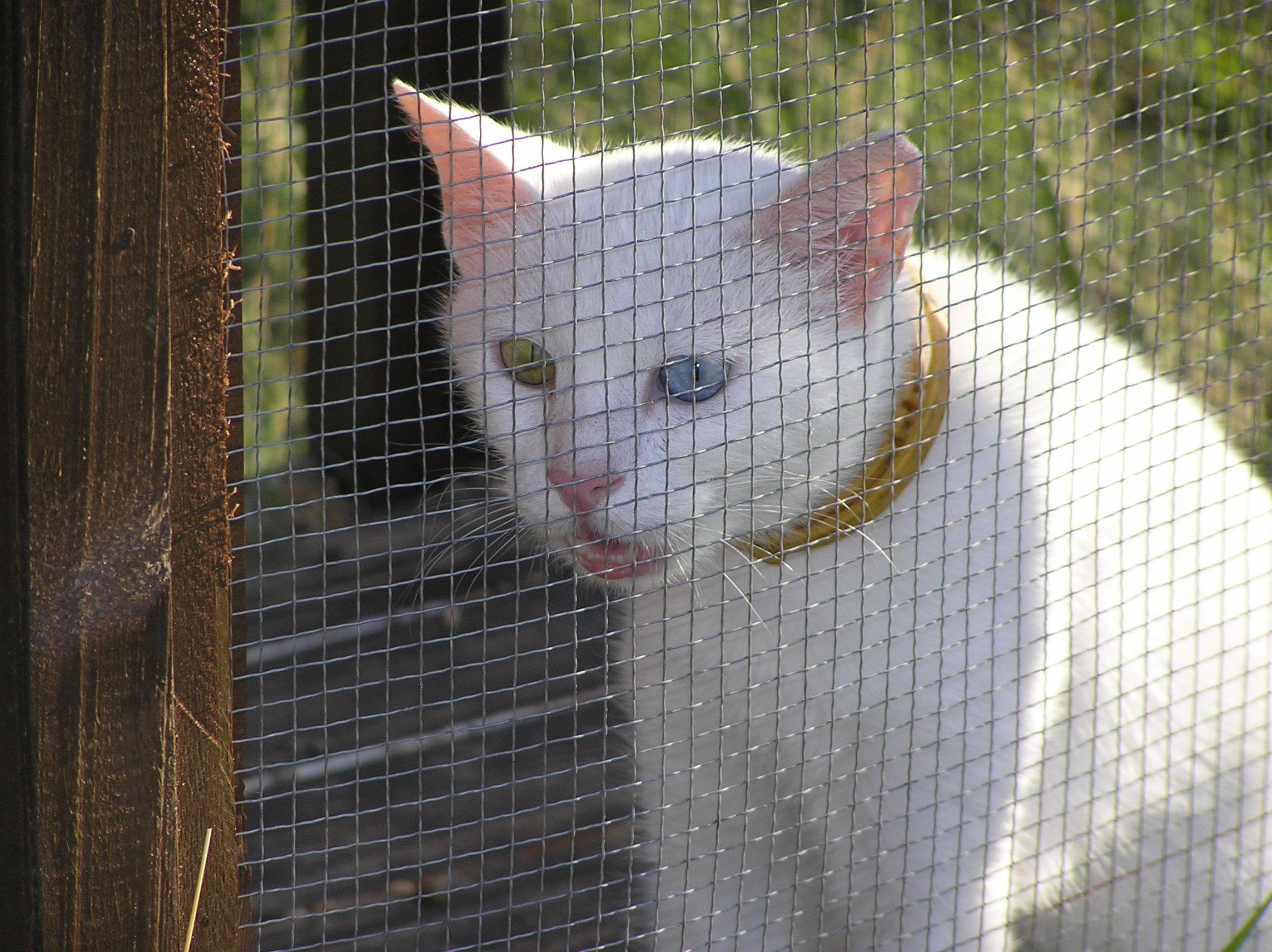
Полностью белая разноглазая Анатоли — короткошёрстная «ван кедиси»

Несмотря на кажущееся большое сходство с ванскими кошками, эти кошки отличаются от них, что особенно проявляется в их поведении, характере и повадках, хотя эти признаки не учитываются в стандартах. Полностью белые и разноглазые анатолийские кошки в Турции считаются ван кедиси (полностью белая разновидность ванской кошки). Анатолийских кошек ни в коей мере нельзя путать с кельтской кошкой. А сходство с турецкими ангорскими и турецкими ванскими кошками прежде всего объясняется большим приливом крови анатолиек в эти породы, а также принадлежностью их всех к одной генетической группе кошек — средиземноморской генетической группе кошек. Хотя потомки от таких смешанных вязок редко сохраняют те особенности, которые в анатолийских кошках ценят те, кто хотя бы раз с ними пообщался: поражающая интеллигентность, изысканность манер, тактичность, ум, музыкальность и общительность.

## Особенности поведения
Многих бридеров анатолийских кошек прежде всего поражает то, что анатоли почти не мяукают, как другие кошки. Скорее они издают отдельные гласные звуки, больше похожие на чирикание птиц. Поэтому их иногда называют «чирикающими кошками». Подобная особенность была замечена и у курильских куцехвостых кошек, и видимо, она характерна для популяций вторично-одичавших кошек, оказавшихся в длительной изоляции от человека. Было также замечено, что анатолийские кошки любят играть со слабыми струйками текущей воды даже больше, чем ванские кошки. Любимая забава анатолиек — игры с шуршащими бумажными «мячиками», а также во время игры они любят носить в зубах мелкие предметы, особенно, если это игра с хозяином, когда хозяин бросает игрушку на некоторое расстояние или подбрасывает вверх, а кошка приносит игрушку к ногам хозяина.